# Angiogenina
Angiogenina – białko zwierzęce posiadające zdolność do stymulowania tworzenia nowych naczyń krwionośnych. Angiogenina pod względem strukturalnym podobna jest do rybonukleazy i na tej podstawie postuluje się istnienie wspólnego przodka tych protein. Około 35 procent pozycji aminokwasowych jest identycznych u obu białek.